# Destiny's Child World Tour
Destiny's Child World Tour foi a primeira turnê solo do trio americano de R&B Destiny's Child, que visitou a Oceania e Europa. A turnê foi destinada a mostrar as músicas do terceiro álbum do grupo, Survivor.

## Antecedentes
A turnê foi uma extensão da 'TRL Tour da MTV', mas não teve nenhum dos atos de abertura para os estados. O primeiro show da turnê foi no dia 29 de abril de 2002 em Melbourne na Austrália e o último em Belfast na Inglaterra.

## Setlist
1. “Independent Woman Pt. 1”
2. “No, No, No Pt. 2”
3. “Bug A Boo”
4. “Bills, Bills, Bills”
5. “Get On The Bus”
6. “Nasty Girl”
7. “Emotion”
8. “Ooh Child” (Kelly Rowland solo)
9. “Heard A Word” (Michelle Williams solo)
10. “Dangerously In Love” (Beyoncé solo)
11. “Gospel Medley”
12. “Bootylicious”
13. “Say My Name”
14. “Work It Out” (Beyoncé solo)
15. “Proud Mary” (Prelude to Jumpin’ Jumpin’)
16. “Jumpin’ Jumpin'”
17. “Survivor”
18. “Happy Face”

## Datas
| Data                | Cidade     | País          | Local                         |
| Oceania             | Oceania    | Oceania       | Oceania                       |
| ------------------- | ---------- | ------------- | ----------------------------- |
| 29 de abril de 2002 | Melbourne  | Austrália     | Rod Laver Arena               |
| 1 de maio de 2002   | Sydney     | Austrália     | Sydney Ent’ment Center        |
| 2 de maio de 2002   | Sydney     | Austrália     | Sydney Ent’ment Center        |
| 3 de maio de 2002   | Brisbane   | Austrália     | Brisbane Entertainment Center |
| 15 de maio de 2002  | Auckland   | Nova Zelândia | Ericcson Stadium              |
| Europa              |            |               |                               |
| 17 de maio de 2002  | Stuttgart  | Alemanha      | Schleyerhalle                 |
| 18 de maio de 2002  | Freiburg   | Alemanha      | Neue Messehalle               |
| 20 de maio de 2002  | Cologne    | Alemanha      | Cologne Arena                 |
| 21 de maio de 2002  | Roterdão   | Países Baixos | Ahoy                          |
| 25 de maio de 2002  | Copenhaga  | Dinamarca     | Forum                         |
| 27 de maio de 2002  | Oslo       | Noruega       | Oslo Specktrum                |
| 28 de maio de 2002  | Estocolmo  | Suécia        | Estocolmo Globe Arena         |
| 30 de maio de 2002  | Bremen     | Alemanha      | Stadthalle Bremen             |
| 31 de maio de 2002  | Hamburgo   | Alemanha      | Sporthalle                    |
| 1 de junho de 2002  | Berlim     | Alemanha      | Velodrom                      |
| 2 de junho de 2002  | Munique    | Alemanha      | Olympiahalle                  |
| 03 de junho de 2002 | Frankfurt  | Alemanha      | Festhalle                     |
| 07 de junho de 2002 | Londres    | Inglaterra    | London Arena                  |
| 8 de junho de 2002  | Londres    | Inglaterra    | London Arena                  |
| 09 de junho de 2002 | Sheffield  | Inglaterra    | Sheffield Arena               |
| 11 de junho de 2002 | Newcastle  | Inglaterra    | Telewest Arena                |
| 12 de junho de 2002 | Newcastle  | Inglaterra    | Telewest Arena                |
| 13 de junho de 2002 | Manchester | Inglaterra    | Manchester Arena              |
| 14 de junho de 2002 | Manchester | Inglaterra    | Manchester Arena              |
| 16 de junho de 2002 | Birmingham | Inglaterra    | NIA Academy                   |
| 17 de junho de 2002 | Birmingham | Inglaterra    | NIA Academy                   |
| 18 de junho de 2002 | Londres    | Inglaterra    | Wembley Arena                 |
| 19 de junho de 2002 | Londres    | Inglaterra    | Wembley Arena                 |
| 21 de junho de 2002 | Dublin     | Irlanda       | The Point                     |
| 23 de junho de 2002 | Belfast    | Inglaterra    | Odyssey Arena                 |
| 24 de junho de 2002 | Belfast    | Inglaterra    | Odyssey Arena                 |